# Debreceni Református Kollégium Múzeuma
A Debreceni Református Kollégium Múzeuma az évszázadok során a Debreceni Református Kollégium által összegyűjtött jelentős tárgyi gyűjteményének nagyobbik részét összegyűjtő és kiállító intézménye.

## Kezdetek
A Kollégium Nagykönyvtára a könyvek és kéziratok mellett évszázadokon át egyéb értékes tárgyi emlékeket is gyűjtött: így volt éremtára, régészeti és néprajzi gyűjteménye, történelmi arcképcsarnoka, metszet- és rajzgyűjteménye.
A Kollégium muzeális anyaga sohasem gyarapodott olyan mértékben, mint a könyvtáré, de a múzeumi gondolatnak már a 17. század második feléből vannak emlékei. A reformátusok számára „gyászévtized” eseményeit idézi fel az az eset, amikor a sárospataki Rákóczi uradalom területén levő református eklézsiákat a jezsuiták katonai segédlettel megszüntették, a templomokat elfoglalták, és a pataki iskolának 1671-ben menekülnie kellett. A megszűnt gyülekezetek közé tartozott Bodrogkisfalud is. Az egyházközség ingóságait 1672-ben – a prédikátor – a Kollégiumba hozta, illetve letétbe helyezte. Az akkori szénior beírta a számadáskönyvbe, hogy átvett egy aranyozott ezüst poharat, egy aranyozott ezüst tányért, egy selyemmel és arannyal hímzett terítőt, két abroszt és két ón kannát. Bodrogkisfalud később sem lett önálló egyházközség, az úrasztali felszerelések végleg a Kollégiumban maradtak.
A Nagykönyvtár éremtárának már 1745-ben önálló katalógusa volt. Ez a gyűjtemény 1796-ban a Kazzay-féle gyűjtemény megszerzésével jelentősen gyarapodott. Az éremtár ma mintegy háromezer érmet őriz, s manapság már csak a református egyház életével és a Kollégiummal kapcsolatos darabokat gyűjti. A Kazzay-gyűjtemény ugyanakkor az érmék mellett – az átvételi leltár szerint – még tartalmazott egy diptichon (kétrészes római táblácska), egy kövekkel kirakott lánc, és 42 darab gemma (vésett féldrágakő), 180 darab keleti topázgyöngyökből álló rózsafüzér, öt feliratos római réztábla, pontosabban katonai elbocsátó lap, egy kálvinista prédikátor rézre metszett képe, egy korallból faragott Laokoón szobor, egy ónixból vagy kalcedonból faragott Krisztus-fej, egy jáspis, és egy kristály pecsétnyomó, és egy keleti cirkonból készült Apollón szobor.
Sárvári Pál 1812-ben a „physicai museumban” helyezte el a Nagykönyvtárból átszállított különböző eszközöket, ami azt jelenti, hogy ettől kezdve a könyvtárral párhuzamosan a fizikai szertár is folytatott gyűjtőtevékenységet, illetve a tárgyak elhelyezése teljesen ötletszerűen történt. Ezt bizonyítja a Collegium mathesisi s physicai eszközeinek és egyéb ritkaságainak 1840-ből származó összeírása. Ez a leltár akkor készült, amikor Sárvári átadta utódjának, Kerekes Ferencnek a szertárt, benne a ritkaságokat. Ekkor a Kollégium muzeális gyűjteményében volt egy méltán gazdagnak mondható éremtár, több régészeti, római kori, középkori, újabb kori tárgy és iskolatörténeti anyag.
A Kollégium addigi gyűjteményből hiányzó magyar néprajzi anyag alapja 1841-ben került a Kollégium birtokába. Egy ötven darabból álló néprajzi kollekció, amelyet Sárvári Jakab táblabíró, Sárvári Pál professzor fia adott ajándékba volt iskolájának. A gyűjtemény „a Bihar megyei derecskei uradalom helységeinek lakosi által készített kézművek”-ből állt. Figyelembe véve, hogy a Néprajzi Múzeum alapját 1847-ben a Reguly Antal által gyűjtött 92 darab, főleg obi-ugor tárgyakkal vetették meg, akkor rendkívüli jelentősége van annak, hogy a Kollégiumban már 1841-ben kifejezetten magyar néprajzi anyag volt.
A Nagykönyvtár régészeti és életrajzi gyűjteményének alapját a Kollégium egykori természetrajzi szertárainak megmaradt anyaga képezi. A régebbi darabok 1905-ben kerültek át a könyvtárba, s a látogatók itt időszakosan meg is tekinthettek őket. 1930-ban a gyűjtemény néhány darabja a Déri Múzeumba került letétként. A gyűjtemény később az 1934-ben Budapesten rendezett Országos Református Kiállítás darabjának a Debrecenbe került darabjaival bővült. Csikesz Sándor professzor, a budapesti rendezvény szervezője ezzel kívánta megteremteni a Debrecenben alapítandó Országos Református Múzeum alapjait.

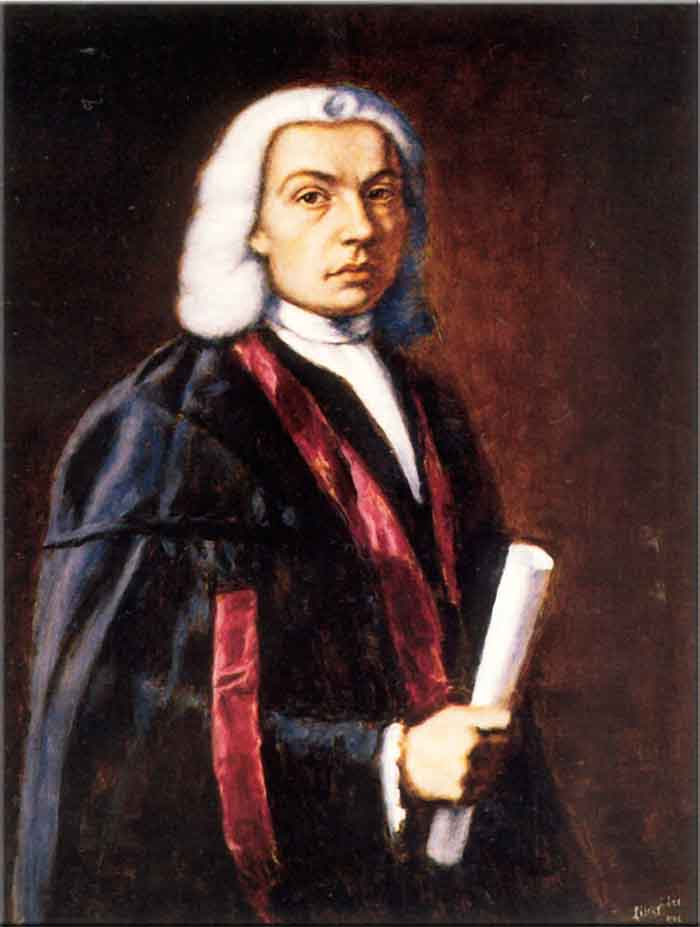
Maróthi György Zeüger festményén

A kollégiumi történelmi arcképcsarnok létrehozásának gondolata 1740-ben merült
föl először. Ekkor kapta ugyanis a Kollégium ajándékba II. Rákóczi Ferenc portréját. Ehhez társult még e században néhány debreceni professzor arcképe (Maróthi György, Hatvani István), majd ajándékozás útján egy 18. századi Luther- és egy Kálvin-portré. Az arcképcsarnok sokat köszönhet Kiss Bálint 19. századi debreceni portréfestőnek, aki maga is a Kollégium diákja volt. Ő készítette Péczely József professzor, valamint Bocskai István, Bethlen Gábor, I. Rákóczi György, Apafi Mihály erdélyi fejedelmek arcképét. Barabás Miklós, Révész Imre és Révész Bálint püspökök, Rippl-Rónai József pedig Csokonai Vitéz Mihály portréját festette meg a Kollégium számára.
Az arcképek mellett más képzőművészeti alkotások is gazdagítják a gyűjteményt. Nevezetes darabja Ferenczy István márványból készült Csokonai-mellszobra 1822-ből. Orlay Petrich Soma II. Lajos holttestének megtalálása című festményét, Zichy Mihály pedig Krisztus és a pápa című szénrajzát adományozta Kollégiumnak.
Balogh Ferenc 1882-ben megpróbálta egy helyre összegyűjteni a Kollégiumban található képeket. Igyekezete megfelelő termek híján sikertelen maradt, s így a gyűjtemény darabjai ma is szétszórtan találhatók a Kollégium különböző intézményeiben.
A Nagykönyvtár metszetgyűjteményének alapját a 18-19. század fordulóján működő kollégiumi rézmetsző diákok megmaradt munkái képezik, és ehhez peregrinus diákok külföldről hozott metszetei is társultak. A gyűjtemény kiemelkedő darabja az 1810-ből való „stereotyp”, vagyis Erőss Gábor rézmetszetei, illetve betűmintái. A rajzgyűjtemény alapját Kiss Sámuel 19. század eleji Kollégiumi rajztanár, Sárvári Pál professzor és Beregszászi Pál debreceni rajziskolai tanár hagyatéka képezi. Kiss Sámuel 129 rajzot, Sárvári Pál 40 darab „építészeti s polgári gazdálkodáshoz tartozó kisebb-nagyobb, többnyire színezett mintapéldány”-t, míg Beregszászi Pál 456 darab rajzot hagyott a Kollégiumra. Ugyanakkor a Beregszászi által szervezett és 1819–1856 között Debrecenben működő „Rajzoskola” növendékeinek művei szintén a Múzeum birtokába jutottak. Ezek között vannak iparrajzok, tájrajzok, épületdíszítmény rajzok, különböző mesterségekhez tartozó rajzok, szabadkézi rajzok, összesen 419 darab rajz.
1868-ban a Kollégium a nagyközönség elé tárta a természetrajzi, az állat- és ásványmúzeum, a régiségtár, a néprajzi gyűjtemény anyagát, amelyben már külföldi tárgyak is voltak, szolgálva ezzel a korabeli közművelődést: „A múzeum a szünnapok kivételével minden vasárnap d. e. 10–12-ig nyitva van a látogatóknak, d. u. pedig nyáron 4-től 6-ig, télen 2-től 4-ig. A múzeumra felügyelő tanár az e czélokból előre jelentkezett társaságnak szabad előadást szokott tartani.”

## Iskolatörténeti és Egyházművészeti Múzeum

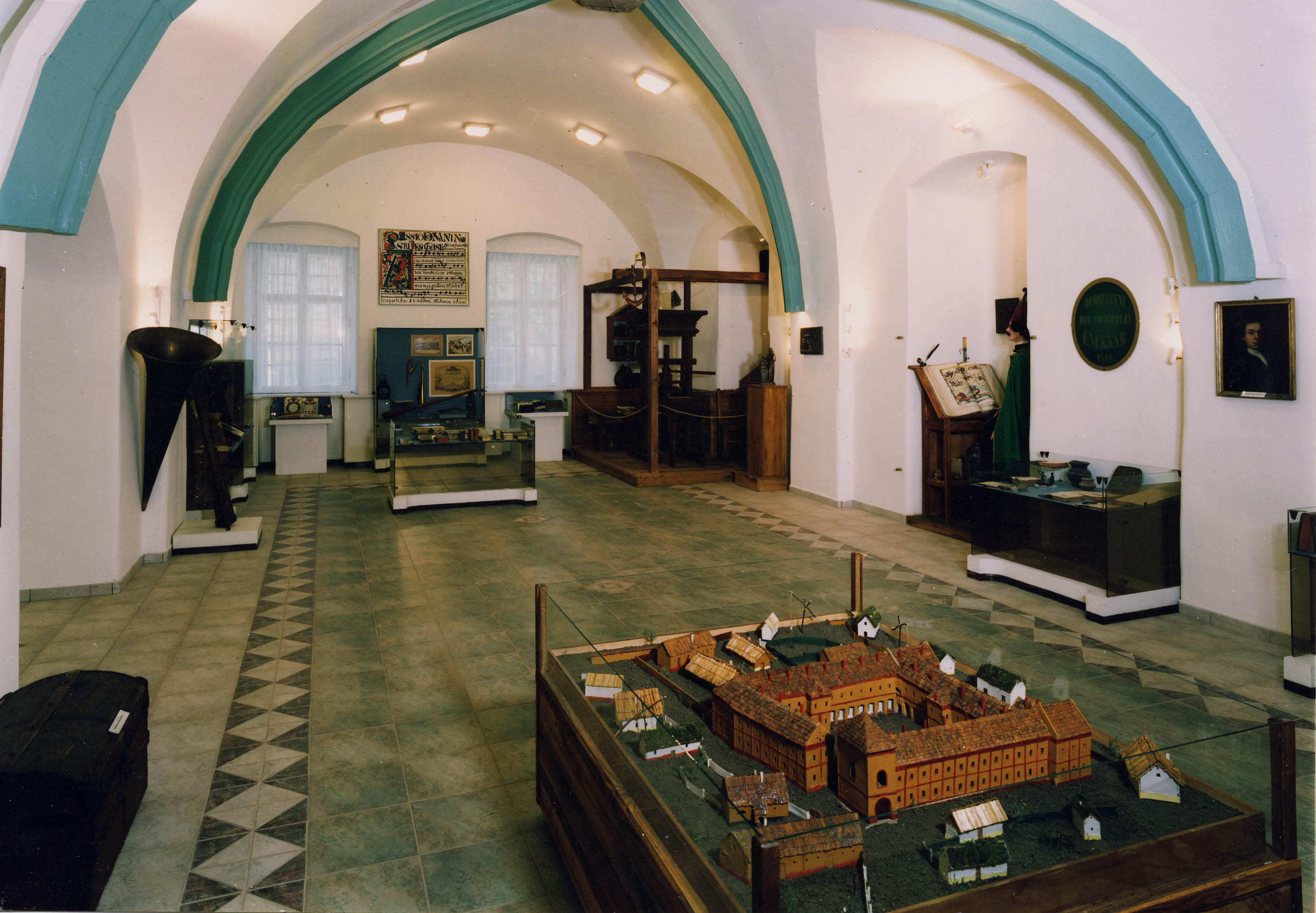
Az Iskolatörténeti Múzeum egyik terme

Egy egységes kollégiumi múzeum tervét Révész Bálint püspök vetette föl 1877-ben. Ez
az álom azonban csak közel száz évvel később valósulhatott meg. A Déri Múzeum vezetősége tudta, hogy a Kollégium milyen jelentős muzeális anyag birtokában van, ezért 1927-ben a városi tanácson keresztül az egyházkerület elnökségéhez fordult azzal a kéréssel, hogy néhány tárgyat kiállítás céljára, letétként adjanak át a számukra. Az 1930. január 11-én felvett jegyzőkönyv szerint a Kollégium az alábbi tárgyakat adta át a Déri Múzeumnak: a hajdúböszörményi kincsleletből két bronz kardot, egy Hosszúpályiból származó, mészbetétes bronzkori agyagedényt, az András templomból való címeres zárókövet, a céhemlékek közül három darab ezüst poharat, egy cserépkorsót, a Debreceni Egyesült Építési Társulat pecsétnyomóját, valamint a város két darab hóhérpallosát. A két intézmény között innentől jó kapcsolat volt, amely napjainkig fennmaradt. A Déri Múzeum más alkalommal is kért és kapott különböző tárgyakat a Kollégiumtól és ezeket mindig úgy állították ki, hogy jelezték, az adott tárgy, edény, eszköz a Kollégium tulajdonát képezi.

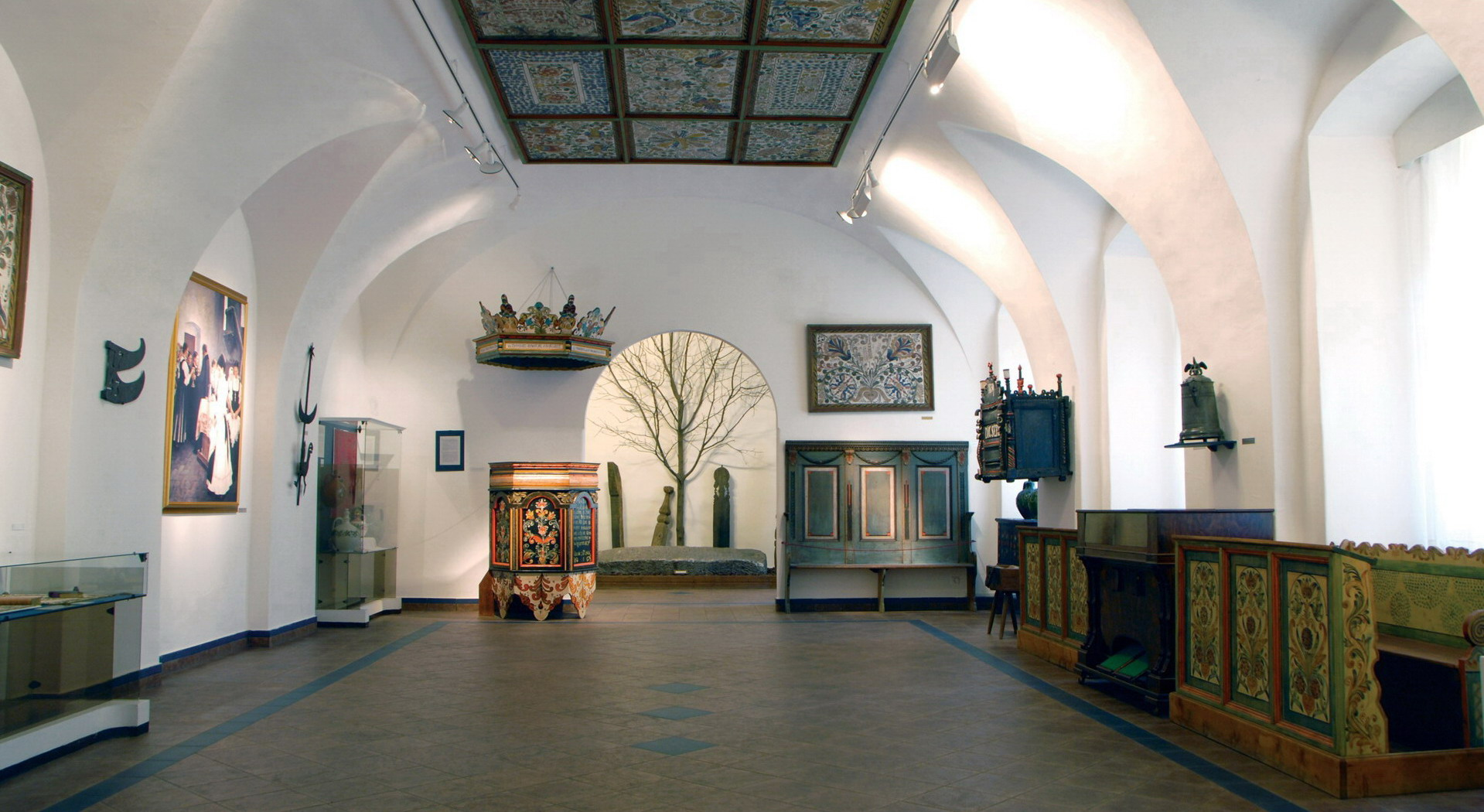
Az Egyháztörténeti Múzeum egyik terme

A debreceni alkotmányozó zsinat 400 éves jubileuma alkalmával rendezett ünnepségek keretében 1967-ben nyílt meg Kollégiumi és Egyházművészeti Múzeum néven az első kiállítása. A következő esztendőben már állandó kiállítást nyitott a Múzeum az épület déli szárnyának földszintjén, ahol az iskolatörténeti kiállítás két az egyházművészeti három termet kapott. A Nagykönyvtár gyűjteményeinek jó része ekkor került át a Múzeum tulajdonába.
Az Iskolatörténeti és Egyházművészeti Múzeum kiállításai 1967 óta többször megújultak (utoljára az 1990-es évek végén). Az iskolatörténeti részlegben az 1802-ben leégett Kollégium és a Szent András-templom épületének, valamint Huszár Gál 1561-ben létesített debreceni nyomdájának makettje mellett a látogató megtekintheti a tűzoltó és rézmetsző diákok, valamint a Kántus emlékeit, a régi diákviseletet és a 19. századból ránk maradt kísérleti fizikai eszközök néhány darabját. Újabban itt látható egy múlt század eleji református elemi iskolai tanterem teljes berendezése is. Figyelmet érdemel még a Kollégium ereklyegyűjteményének néhány darabja: Csokonai Vitéz Mihály fuvolája, Arany János pipája, Petőfi Sándor pohara, Kossuth Lajos levéltárcája, Ady Endre leckekönyve. A Múzeum becses darabja az 1857-ben becsapódott kabai meteorit, melyet a benne kimutatott szénhidrogén-tartalom tett nevezetessé. Ugyancsak nevezetes a középkori Szent András-templom záróköve, amely Debrecen címerének alapmotívumát, a zászlós bárányt ábrázolja.
A Múzeum egyházművészeti részlegének három nagy termében elsősorban a református egyházművészet jellegzetes tiszántúli elemeivel ismerkedhetünk: faragott, festett szószék; kazettás mennyezet; ón, arany és ezüst klenódiumok; református temetőink faragott síremlékei.